# Meotipa kudawaensis
Meotipa kudawaensis is een spinnensoort uit de familie Anamidae. De wetenschappelijke naam van de soort werd voor het eerst geldig gepubliceerd in 2024 door Benjamin en Tharmarajan
De soort komt voor in Sri Lanka. 